# SNC Catalogue MC
Pour les articles homonymes, voir Mandarin.
 (avril 2021).
SNC Catalogue MC, (ex Mandarin & Compagnie, Mandarin Films, Mandarin Cinéma, Mandarin Production) est une société de production cinématographique française créée par Éric et Nicolas Altmayer.

## Histoire
Leur siège est situé 22 rue de Paradis dans le 10e arrondissement de Paris. Depuis 1996, les frères Altmayer ont produit avec la productrice Isabelle Grellat plus de 60 films. Un catalogue éclectique au sein duquel cohabitent comédies (Brice de Nice de James Huth, OSS 117 de Michel Hazanavicius), films à grand budget (Chocolat de Roschdy Zem, L’Empereur de Paris de Jean-François Richet) et films d’auteur (Les Innocentes d’Anne Fontaine, Grâce à Dieu et Jeune et Jolie de François Ozon, Saint Laurent de Bertrand Bonello).
En 2009 est créé Mandarin Télévision, société spécialisée dans la production de séries de fiction. Cofondée et dirigée par le producteur Gilles de Verdière, la société a notamment produit des séries pour Netflix (Mortel de Frédéric Garcia), Canal + (Validé de Franck Gastambide) et Arte (Dérapages de Pierre Lemaitre et Ziad Doueiri ainsi qu’Au Service de la France de Jean-François Halin).

## Filmographie

### Cinéma

#### Années 1990
- 1997 : Grève party de Fabien Onteniente
- 1998 : La voie est libre de Stéphane Clavier

#### Années 2000
- 2000 : Jet Set de Fabien Onteniente
- 2001 : HS Hors Service de Jean-Paul Lilienfeld
- 2001 : 3 Zéros de Fabien Onteniente
- 2002 : Dina d'Ole Bornedal
- 2002 : Riders de Gérard Pirès
- 2004 : People de Fabien Onteniente
- 2005 : Brice de Nice de James Huth
- 2005 : Ma vie en l'air de Rémi Bezançon
- 2005 : Les Chevaliers du ciel de Gérard Pirès
- 2006 : OSS 117 : Le Caire, nid d'espions de Michel Hazanavicius
- 2006 : On va s'aimer d'Ivan Calbérac
- 2007 : Hellphone de James Huth
- 2007 : Le Nouveau Protocole de Thomas Vincent
- 2008 : Le Premier jour du reste de ta vie de Rémi Bezançon
- 2008 : La Possibilité d'une île de Michel Houellebecq
- 2009 : OSS 117 : Rio ne répond plus de Michel Hazanavicius
- 2009 : Une semaine sur deux (et la moitié des vacances scolaires) d'Ivan Calbérac
- 2009 : Le Syndrome du Titanic (documentaire) de Jean-Albert Lièvre et Nicolas Hulot

#### Années 2010
- 2010 : 600 kilos d'or pur d'Éric Besnard
- 2010 : Potiche de François Ozon
- 2011 : Même la pluie d'Icíar Bollaín
- 2011 : Les Aventures de Philibert, capitaine puceau de Sylvain Fusée
- 2011 : La Conquête de Xavier Durringer
- 2011 : Un heureux événement de Rémi Bezançon
- 2012 : Les Kaïra de Franck Gastambide
- 2012 : Dans la maison de François Ozon
- 2012 : De l'autre côté du périph de David Charhon
- 2013 : Jeune et Jolie de François Ozon
- 2013 : Paris à tout prix de Reem Kherici
- 2013 : Le Grand Méchant Loup de Nicolas et Bruno
- 2014 : Saint Laurent de Bertrand Bonello
- 2014 : Maestro de Léa Fazer
- 2015 : Nos Futurs de Rémi Bezançon
- 2015 : En équilibre de Denis Dercourt
- 2015 : L'Étudiante et Monsieur Henri de Ivan Calbérac
- 2016 : Chocolat de Roschdy Zem[3]
- 2016 : Les Innocentes d'Anne Fontaine
- 2016 : Pattaya de Franck Gastambide
- 2016 : Frantz de François Ozon
- 2016 : Brice 3 de James Huth
- 2016 : Cigarettes et Chocolat chaud de Sophie Reine
- 2017 : Patients de Fabien Marsaud et Mehdi Idir
- 2017 : Bienvenue au Gondwana de Mamane
- 2017 : Jour J de Reem Kherici
- 2017 : Sahara de Pierre Coré
- 2018 : L'Empereur de Paris de Jean-François Richet
- 2018 : Grâce à Dieu de François Ozon
- 2019 : Le Mystère Henri Pick de Rémi Bezançon
- 2019 : Blanche comme neige de Anne Fontaine
- 2019 : La Vie scolaire de Grand Corps Malade et Mehdi Idir
- 2019 : Venise n'est pas en Italie d'Ivan Calbérac

#### Années 2020
- 2021 : OSS 117 : Alerte rouge en Afrique noire de Nicolas Bedos
- 2021 : Les Fantasmes de David Foenkinos et Stéphane Foenkinos
- 2022 : Loin du périph de Louis Leterrier
- 2022 : Les Goûts et les couleurs de Michel Leclerc
- 2022 : La Dégustation de Ivan Calbérac
- 2022 : Jack Mimoun et les secrets de Val Verde de Malik Bentalha et Ludovic Colbeau-Justin
- 2022 : L'École est à nous d’Alexandre Castagnetti
- 2023 : Mon crime de François Ozon
- 2023 : Medellín de Franck Gastambide
- 2024 : Monsieur Aznavour de Grand Corps Malade et Mehdi Idir
- 2024 : Quand vient l'automne de François Ozon

### Télévision
- 2012 : Main courante (série télévisée)
- 2015 : Au service de la France d'Alexandre Courtès
- 2016 : On Aime (programme court, Le Petit Journal)
- 2016 : Emma d'Alfred Lot
- 2017 : Au service de la France - Saison 2 d'Alexis Charrier
- 2019 : Mortel de Frédéric Garcia (Netflix)
- 2020 : Validé de Franck Gastambide (Canal+)
- 2020 : Dérapages de Ziad Doueiri (Arte et Netflix)
- 2021 : Validé Saison 2
- 2021 : Mortel Saison 2